# Záhrada
Záhrada es una película eslovaca de 1995 en cooperación con la francesa Artcam International y la checa InFilm Praha dirigida por Martin Šulík. La película es una historia poética de Jakub, un hombre de unos 30 años. Refleja las relaciones y deseos de Jakub en el idílico entorno del jardín de su abuelo. Záhrada es una de las películas más reconocidas de la Eslovaquia poscomunista. Es especialmente popular en Eslovaquia y la República Checa. Ganó el Premio Especial del Jurado en el 40.º Festival Internacional de Cine de Karlovy Vary en 1995 y varios Leones Checos en 1996.
La película fue seleccionada como la entrada eslovaca a la Mejor película internacional en la 68.ª edición de los Premios Óscar, pero no fue aceptada como nominada.

## Reparto
| Actor             | Papel           |
| ----------------- | --------------- |
| Marián Labuda     | Padre de Jakub  |
| Roman Luknár      | Jakub           |
| Zuzana Šulajová   | Helena          |
| Jana Švandová     | Tereza          |
| Katarína Vrzalová | Madre de Helena |

## Estreno
La película fue estrenada el 15 de junio de 1995.